# Kommunvapen i Estland
Ett galleri över Estlands nuvarande kommunvapen. För tidigare, numera upphörda kommunvapen i Estland, se Upphörda kommunvapen i Estland. 
Städer är markerade med fet stil.

## Harjumaa(Harrien)

Anija
Harku
Jõelähtme
Keila
Kiili
Kose
Kuusalu
Loksa
Lääne-Harju
Maardu
Raasiku
Rae
Saku
Saue
Tallinn
Viimsi

## Hiiumaa(Dagö)

Dagö

## Ida-Virumaa(Östra Wierland)

Alutaguse
Jõhvi
Kohtla-Järve
Lüganuse
Narva
Narva-Jõesuu
Sillamäe
Toila

## Jõgevamaa

Jõgeva
Mustvee
Põltsamaa

## Järvamaa(Jerwen)

Järva
Paide
Türi

## Läänemaa(Wiek)

Hapsal
Lääne-Nigula
Ormsö

## Lääne-Virumaa(Västra Wierland)

Haljala
Kadrina
Rakvere
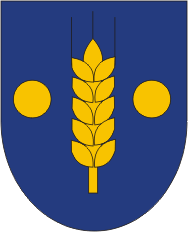
Rakvere landskommun
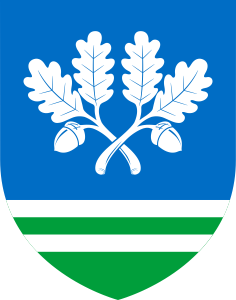
Tapa
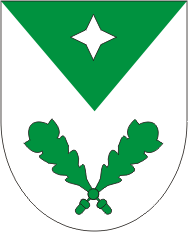
Vinni
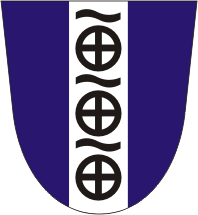
Viru-Nigula
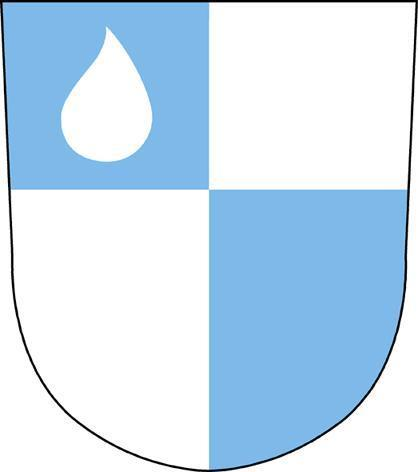
Väike-Maarja

## Põlvamaa

Kanepi
Põlva
Räpina

## Pärnumaa

Häädemeeste
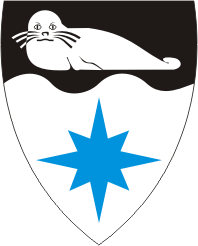
Kynö
Lääneranna
Põhja-Pärnumaa
Pärnu
Saarde
Tori

## Raplamaa

Kehtna
Kohila
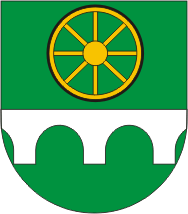
Märjamaa
Rapla

## Saaremaa(Ösel)

Moon
Runö
Ösel

## Tartumaa

Elva
Kambja
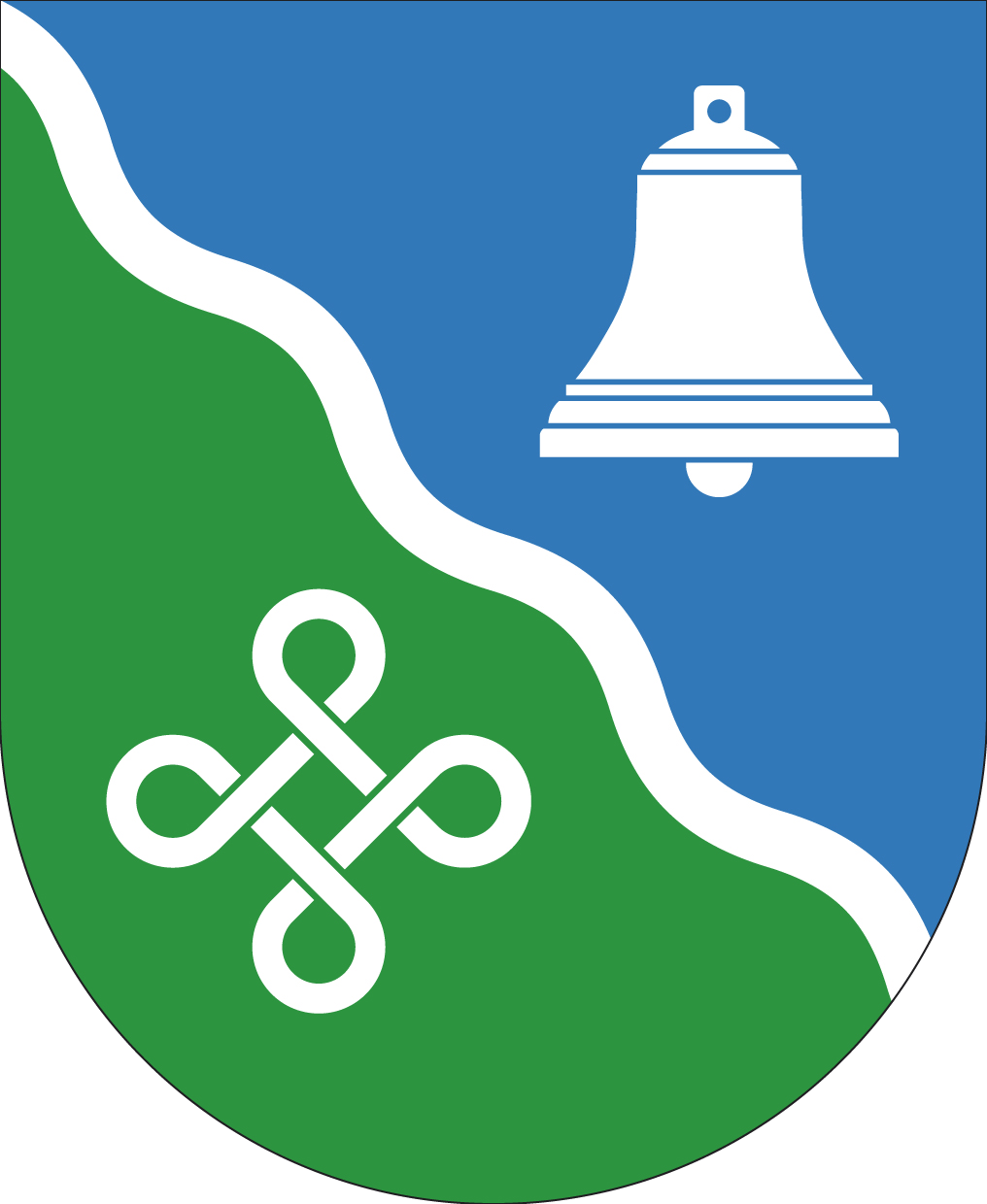
Kastre
Luunja
Nõo
Peipsiääre
Tartu
Tartu landskommun

## Valgamaa

Otepää
Tõrva
Valga

## Viljandimaa

Mulgi
Põhja-Sakala
Viljandi
Viljandi landskommun

## Võrumaa

Antsla
Rõuge
Setomaa
Võru
Võru landskommun